# 정광준
정광준(1972년 ~)은 대한민국의 영화감독, 시나리오작가다.

## 방송
- 비디오 서바이벌 디렉터스 2 (2012) - Top6

## 영화
- Shoes (2002) - 감독, 음악, 편집, 조명, 촬영
- 가(加)족사진 (2003) - 편집
- 아주 특별한 손님 (2006) - 편집
- 새 신발 (2007) - 감독, 편집, 각본
- 슬리핑 뷰티 (2008) - 예고편, 편집
- 가벼운 잠 (2008) - 예고편
- 하늘을 걷는 소년 (2008) - 영문자막, 예고편, 색보정, 편집
- 향수 - 촬영

## 수상
- 대한민국 영상대전 아마추어부문 대상 (2007)